# Brian Hoyer
Axel Edward Brian Hoyer (Lakewood, 13 ottobre 1985) è un giocatore di football americano statunitense che milita nel ruolo di quarterback nella National Football League (NFL) e che è free agent. Al college giocò a football a Michigan State

## Carriera professionistica

### New England Patriots

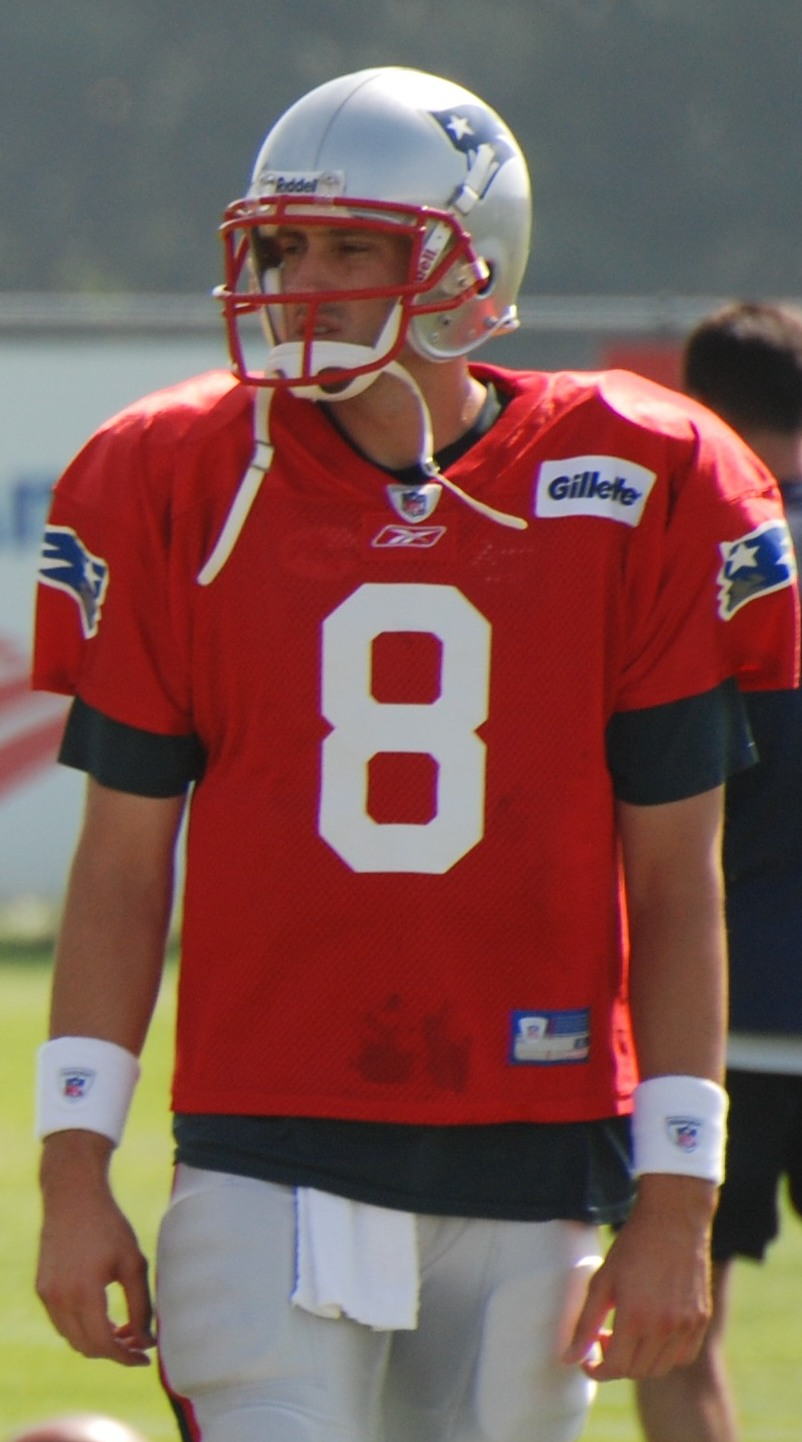
Hoyer nel training camp 2009 dei Patriots.

Hoyer non fu scelto nel Draft NFL 2009 ma firmò subito dopo con i New England Patriots. Dopo una pre-stagione positiva fu scelto come prima riserva del quarterback titolare Tom Brady. Debuttò come professionista il 18 ottobre 2009 nel secondo tempo della gara contro i Tennessee Titans. Nella sua prima serie offensiva completò 5 passaggi su 5 tentativi per 35 yard, concludendo con un touchdown segnato su corsa, che contribuì a stabilire il record di franchigia di punti segnati, nella vittoria per 59-0.
Hoyer rimase la prima riserva di Brady anche nella stagione successiva. Entrò per la prima volta in campo in stagione nella finale della partita persa per 34–14 coi Cleveland Browns, subendo il suo primo intercetto. Nella settimana 17, contro i Miami Dolphins, lanciò un passaggio da touchdown da 42 yard per Brandon Tate, il primo della sua carriera professionistica.
Benché nel Draft NFL 2011 i Patriots avessero scelto il quarterback Ryan Mallett, Hoyer rimase la prima riserva di Brady anche nel 2011. Quell'anno giocò poco ma il suo unico passaggio completato fu quello con cui Rob Gronkowski stabilì il nuovo record NFL per yard ricevute in una stagione da un tight end. Il 31 agosto 2012, Hoyer fu svincolato dai Patriots.

### Pittsburgh Steelers
Il 20 novembre 2012, Hoyer firmò con i Pittsburgh Steelers dopo gli infortuni del quarterback titolare Ben Roethlisberger e della sua riserva Byron Leftwich a distanza di una settimana l'uno dall'altro. Fu la riserva di Charlie Batch nelle settimane 12 e 13 contro Cleveland Browns e Baltimore Ravens rispettivamente. Fu svincolato l'8 dicembre 2012.

### Arizona Cardinals
Hoyer firmò con gli Arizona Cardinals il 10 dicembre 2012 e sostituì Ryan Lindley nella settimana 16 contro i Chicago Bears, completando 11 passaggi su 19 per 105 yard e un intercetto. Il 26 dicembre, il capo-allenatore dei Cardinals Ken Whisenhunt annunciò che Hoyer sarebbe partito come titolare nell'ultima gara della stagione contro i San Francisco 49ers. In quella gara passò 225 yard con un touchdown e un intercetto.
Il 12 maggio 2013 fu svincolato dai Cardinals.

### Cleveland Browns

#### Stagione 2013
Il 16 maggio 2013, Hoyer firmò un contratto biennale coi Cleveland Browns. Dopo che il quarterback titolare Brandon Weeden si infortunò a un pollice nella settimana 2, Hoyer fu nominato a sorpresa il quarterback titolare per la gara della settimana successiva contro i Minnesota Vikings al posto di Jason Campbell. In quella sfida, il quarterback condusse la squadra alla prima vittoria stagionale passando il touchdown della vittoria per Jordan Cameron a 51 secondi dal termine. Concluse la gara stabilendo i suoi record in carriera per yard passate (321), passaggi per touchdown (3) e intercetti (3). Fu confermato titolare per il turno successivo contro i Cincinnati Bengals in cui condusse Cleveland alla seconda vittoria consecutiva passando per 269 yard e due touchdown. Nel Thursday Night della settimana 4 contro i Buffalo Bills, Hoyer partì per la terza volta consecutiva dall'inizio, ma dopo pochi minuti dall'avvio della gara si infortunò gravemente a un ginocchio, venendo sostituito da Weeden. Tale infortunio si rivelò la rottura del legamento crociato anteriore che forzò il giocatore a perdere tutto il resto della sua promettente stagione.

#### Stagione 2014

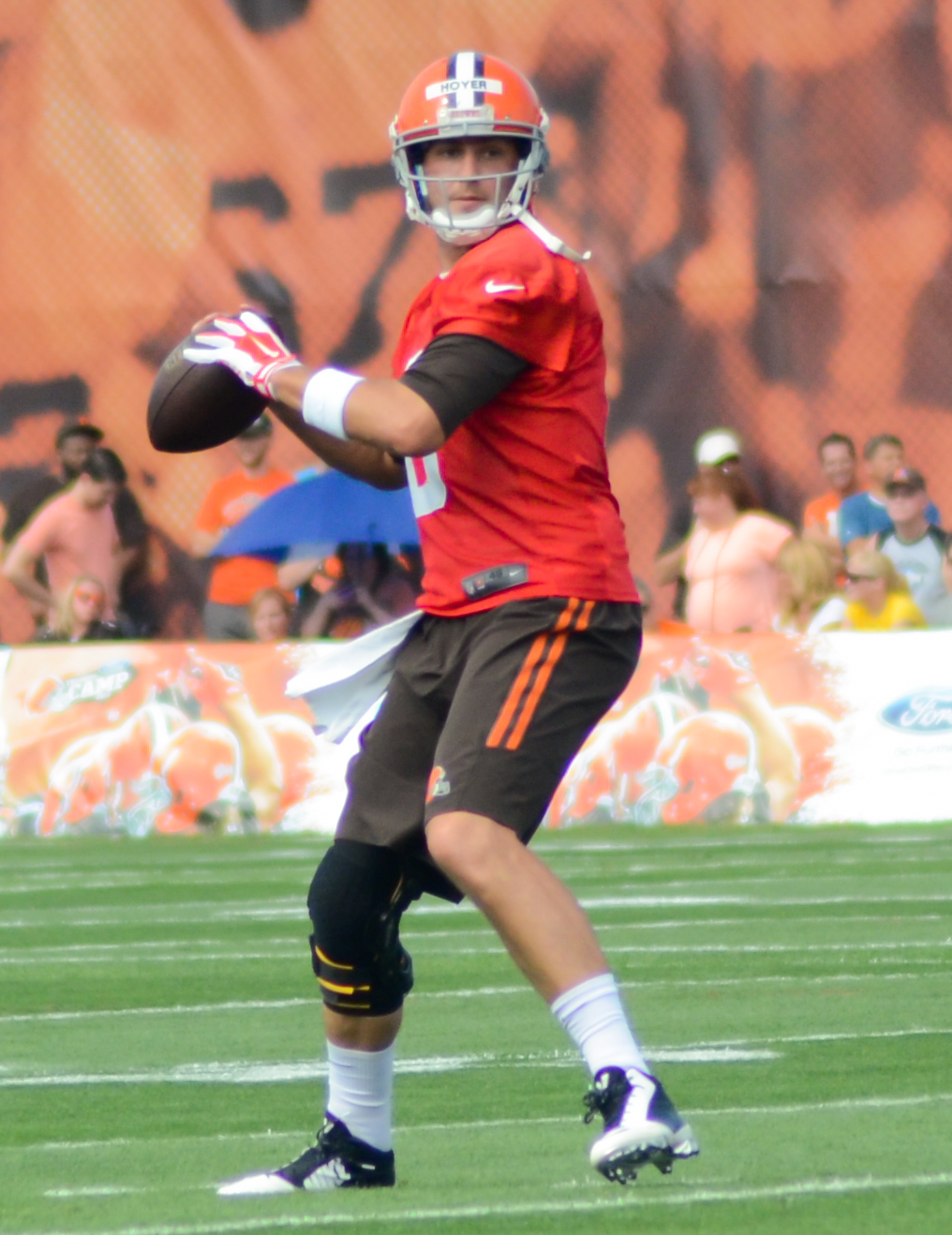
Hoyer nel training camp 2014.

Nel Draft NFL 2014, i Browns scelsero il quarterback Johnny Manziel, considerato uno dei migliori del draft ma dal carattere imprevedibile. La decisione su chi sarebbe partito titolare nella prima settimana della stagione 2014 fu uno dei temi più caldi dell'estate, finché il 20 agosto il nuovo allenatore dei Browns Mike Pettine annunciò di aver scelto Hoyer come titolare. Nella gara d'esordio, in trasferta contro i Pittsburgh Steelers, Hoyer inizialmente ebbe qualche difficoltà a trovare il ritmo e i Browns si trovarono in svantaggio 27-3 alla fine del primo tempo. Nel secondo tempo però, il quarterback orchestrò un'accanita rimonta passando 230 yard e un touchdown e portando il punteggio a 27 pari; i Browns però furono infine sconfitti da un field goal all'ultimo secondo. La prima vittoria stagionale giunse la settimana successiva contro i quotati New Orleans Saints; Hoyer guidò il drive dell'ultimo minuto che permise alla sua squadra di calciare il field goal del definitivo sorpasso. La sua gara si concluse con 2014 yard passate e un touchdown.

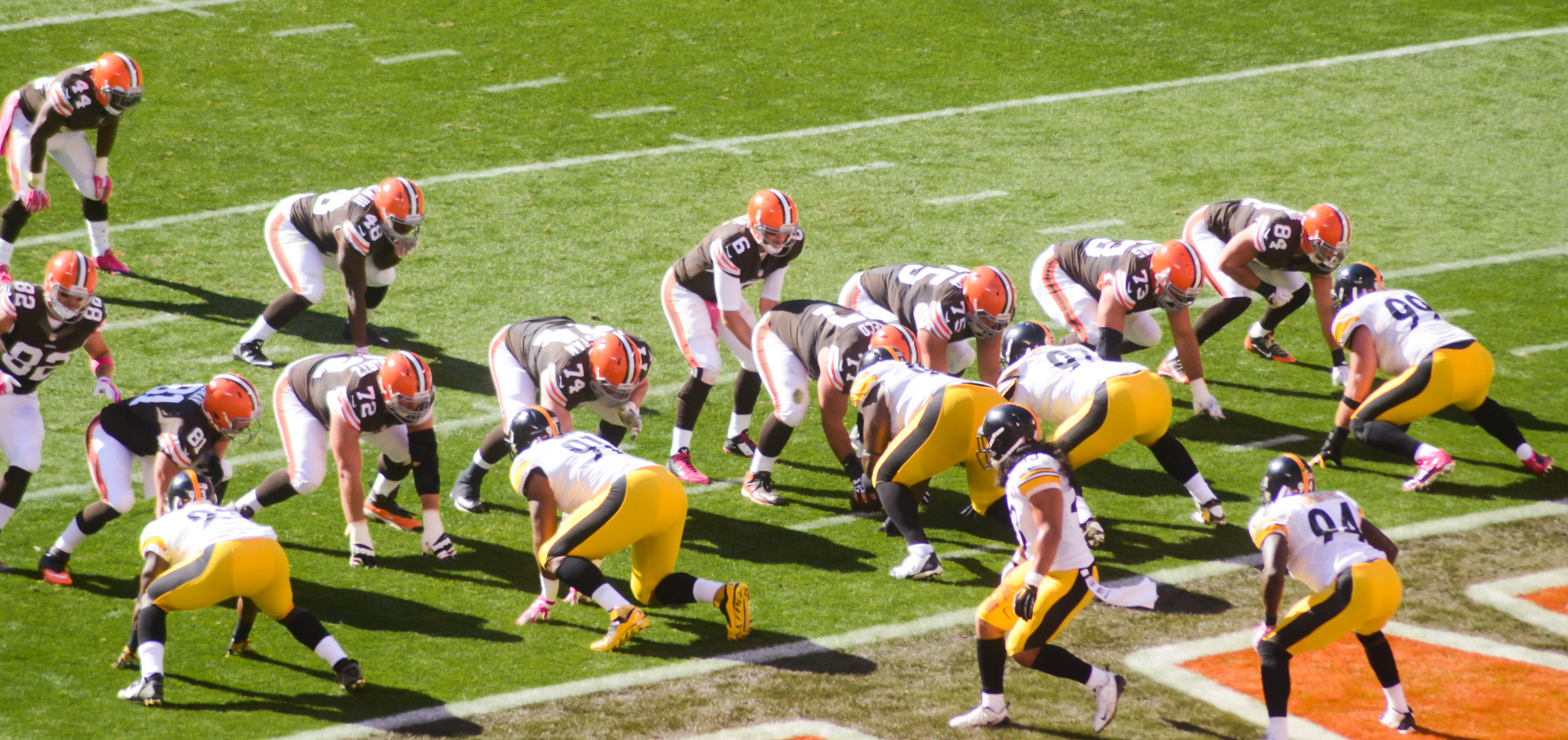
Hoyer dietro il centro nel 2014

Dopo la settimana di pausa, Hoyer guidò Cleveland alla più grande rimonta in trasferta della storia della NFL, recuperando 25 punti nel secondo tempo della gara contro i Tennessee Titans, culminando il definitivo sorpasso con un passaggio da touchdown per Travis Benjamin, a 69 secondi dal termine. La gara di Hoyer si concluse con 292 yard passate, tre touchdown e un intercetto. Un'altra vittoria giunse la domenica seguente: il 21-3 su Pittsburgh fu la più larga vittoria sui rivali di division dal 1989. Brian passò 217 yard e un touchdown. Nella settimana 9, Brian passò 300 yard e due touchdown (con due intercetti) portando Cleveland alla vittoria sui Buccaneers e a salire a un record di 5-3, il migliore a metà stagione dal 2007. Divenne inoltre il primo quarterback dei Browns da Brian Sipe nel 1983 a passare almeno 200 yard in tutte le prime otto partite di campionato.
Nella settimana 10, nel match in casa dei Bengals del giovedì notte, Hoyer passò 198 yard nella netta vittoria per 24-4 che portò i Browns in testa alla division e alla loro miglior partenza dal 1994. Dopo una sconfitta coi Texans, malgrado tre intercetti subiti, Hoyer guidò i suoi alla vittoria in casa dei Falcons, con un field goal di Billy Cundiff nell'ultima azione della partita. La settimana successiva invece i Browns furono sconfitti in casa dei Bills e Hoyer, dopo avere lanciato il suo secondo intercetto, fu sostituito nel quarto periodo da Manziel. Tornò come titolare sette giorni dopo ma subì altri due intercetti senza touchdown e i Browns furono sconfitti all'ultimo minuto dai Colts. In seguito a quella gara, dopo avere lanciato un solo touchdown a fronte di otto intercetti subiti nelle ultime cinque partite, Hoyer perse il posto da titolare a favore di Manziel prima del quindicesimo turno. Malgrado una prova negativa, Manziel fu confermato titolare anche nella settimana 16, in cui però si infortunò sul finire del primo quarto. Hoyer tornò così in campo per il resto della gara passando 134 yard e un touchdown ma non riuscendo a guidare la squadra alla rimonta contro i Carolina Panthers. Manziel non recuperò per l'ultimo turno, ma nemmeno Hoyer poté disputare la gara contro i Ravens per un infortunio alla spalla. La sua stagione si chiuse così con 3 326 yard passate, 12 touchdown e 13 intercetti, per un passer rating di 76,5.

### Houston Texans
L'11 marzo 2015, Hoyer firmò con gli Houston Texans un contratto biennale del valore di 10,5 milioni di dollari, inclusi 4,75 milioni garantiti. Il 24 agosto, dopo due gare di pre-stagione, fu scelto come quarterback titolare per l'inizio della stagione, superando la concorrenza di Ryan Mallett. Tuttavia nella prima gara, persa coi Chiefs, faticò, venendo sostituito a sei minuti dal termine da Mallett che guidò Houston a segnare due touchdown. Il rivale partì come titolare nelle tre gare successive, vincendone una, ma Hoyer lo sostituì a sua volta nel quarto turno contro i Falcons quando Houston era in svantaggio di oltre 40 punti; Hoyer passò per 232 yard e due touchdown. Anche nel turno successivo Hoyer subentrò nel secondo quarto contro i Colts, subendo però un intercetto a meno di due minuti dal termine della gara, che condannò Houston alla sconfitta. Per la gara successiva tornò a partire titolare, disputando la miglior prova stagionale fino a quel momento con 293 yard e tre touchdown, tutti passati in situazioni di terzo down, nella vittoria sui Jaguars.
Dopo una pesante sconfitta contro i Dolphins nella settimana 7, Houston tornò alla vittoria contro i Titans, in una gara in cui Hoyer passò 235 yard e due touchdown senza perdere palloni. Nel turno successivo subì una commozione cerebrale contro i Bengals, venendo costretto a lasciare il campo nel terzo quarto. Dopo essere stato sostituito per tale infortunio da T.J. Yates nell'undicesimo turno, tornò titolare la settimana seguente, guidando i Texans alla quarta vittoria consecutiva con 205 yard passate e due touchdown contro i Saints. La serie positiva si concluse nella settimana 14 contro la sua ex squadra, i Patriots; nella gara Hoyer subì un infortunio che lo costrinse a uscire e che lo rese indisponibile per i due turni successivi. Tornò titolare nell'ultima gara della stagione regolare in cui, grazie alla vittoria sui Jaguars, Houston conquistò il suo primo titolo di division dal 2012.. La sua stagione regolare si chiuse con un nuovo primato personale di 19 passaggi da touchdown, con 2 606 yard passate e sette intercetti subiti per un passer rating di 91,4.
Nella gara del turno delle wild card dei playoff contro i Chiefs, Hoyer scelse l'occasione peggiore per subire un primato personale di 4 intercetti, oltre a perdere un fumble, nella sconfitta per 30-0 che pose fine alla stagione di Houston..
A febbraio 2016, subito dopo l'apertura del mercato dei free agent, i Texans acquisirono un nuovo quarterback, Brock Osweiler, proveniente dai Denver Broncos, offrendogli un ricco contratto. Hoyer sembrò quindi avviato a essere escluso dai Texans, che infatti lo svincolarono il 17 aprile.

### Chicago Bears
Il 30 aprile 2016, Hoyer firmò un contratto di un anno con i Chicago Bears per fungere da riserva di Jay Cutler. Dopo che questi si infortunò nel secondo turno, Hoyer partì come titolare la settimana seguente contro i 3 Dallas Cowboys, passando 317 yard e 2 touchdown nella sconfitta 31–17. La settimana seguente passò 302 yard e 2 touchdown nella vittoria 17–14 contro i Detroit Lions. Nel quinto turno, nella sconfitta per 29–23 coi Colts, passò un record in carriera di 397 yard, il massimo per un quarterback dei Bears dalle 422 di Jim Miller nel 1999 e il quinto massimo nella storia della franchigia. Hoyer inoltre divenne il secondo QB nella storia di Chicago dopo Josh McCown a lanciare 300 yard per tre gare consecutive, migliorando tale primato nel turno successivo quando ne passò 302 nella sconfitta contro i Jacksonville Jaguars. La sua stagione si chiuse nel secondo quarto della gara contro i Green Bay Packers il 20 ottobre quando si fratturò il braccio sinistro.

### San Francisco 49ers
Il 10 marzo 2017 Hoyer firmò con i San Francisco 49ers. Nominato quarterback titolare per la stagione regolare, uscì sconfitto in tutte le prime cinque partite finché nella sesta gara fu sostituito nel primo tempo dal rookie C.J. Beathard che dopo una prova positiva fu nominato nuovo titolare dall'allenatore Kyle Shanahan. Il 30 ottobre 2017 Hoyer fu svincolato dopo l'arrivo di Jimmy Garoppolo dai Patriots.

### Ritorno ai Patriots
Il 1º novembre 2017 Hoyer fece ritorno ai New England Patriots, firmando un contratto triennale. Alla fine della stagione 2018 vinse come riserva il Super Bowl LIII battendo i Los Angeles Rams per 13-3.

### Indianapolis Colts
Il 2 settembre 2019 Hoyer firmò un contratto triennale del valore di 12 milioni di dollari con gli Indianapolis Colts. Nel secondo quarto del nono turno subentrò all'infortunato Jacoby Brissett passando tre touchdown ma subendo anche un intercetto ritornato in touchdown nella sconfitta contro i Pittsburgh Steelers. La settimana seguente partì come titolare ma subì tre intercetti e i Colts furono sconfitti dai Dolphins.

### Terza volta ai Patriots
Il 22 marzo 2020, Hoyer rifirmò con i Patriots un contratto di un anno. Dopo che il titolare Cam Newton fu trovato positivo al COVID-19 prima del quarto turno, Hoyer fu nominato titolare per la gara contro i Kansas City Chiefs ma non giocò bene e fu sostituito nel finale da Jarrett Stidham nella sconfitta 26-10.
Il 18 maggio 2021 Hoyer rifirmò per un altro anno con i Patriots. Il 31 agosto 2021 Hoyer fu svincolato e poi contrattualizzato con la squadra di allenamento. Il 18 settembre 2021 fu promosso nel roster attivo come riserva dietro il rookie Mac Jones e davanti a Stidham. Nella gara della settimana 10 contro i Cleveland Browns, al quarto quarto sul risultato di 38-7 per i Patriots, Hoyer subentrò a Jones lanciando un touchdown al wide receiver Jakobi Meyers per la definitiva vittoria per 45-7: fu il primo lancio da touchdown per Hoyer dal 2019 e il primo touchdown su ricezione in carriera per Meyers.
Il 14 marzo 2022 Hoyer firmò un'estensione contrattuale di due anni con i Patriots. Nella settimana 3 della stagione 2022 il quarterback titolare Mac Jones si infortunò a una caviglia, così Hoyer fu nominato partente per le gara successiva. La sua partita contro i Packers durò però poco, venendo costretto a lasciare il terreno di gioco dopo un colpo subito da Rashan Gary. Il 6 ottobre 2022 fu spostato nella lista riserve/infortunati.
Il 16 marzo 2023 Hoyer fu svincolato dai Patriots.

### Las Vegas Raiders
Il 4 aprile 2023 Hoyer firmò un contratto biennale con i Las Vegas Raiders.
Iniziò la stagione come prima riserva del quarterback titolare Jimmy Garoppolo e davanti al rookie Aidan O'Connell. Quest'ultimo gli fu però preferito come titolare per la gara del quarto turno contro i Los Angeles Chargers in sostituzione dell'infortunato Garoppolo. Hoyer esordì con i Raiders nella gara del sesto turno, la vittoria 21-17 contro la sua ex squadra dei New England Patriots, subentrando all'infortunato Garoppolo nel secondo tempo in cui completò 6 passaggi su 10 tentati per 102 yard, incluso un passaggio da 48 yard per Tre Tucker, il più lungo in quel momento dell'annata dei Raiders. Data l'indisponibilità di Garoppolo, Hoyer fu scelto come titolare nella partita successiva, la sconfitta 12-30 contro i Chicago Bears, dove però ebbe una prestazione negativa con 17 passaggi completati su 32 tentati per 129 yard, nessun touchdown e due intercetti, venendo sostituito nella parte finale della gara da O'Connell. Questa fu la tredicesima sconfitta di fila dalla stagione 2016 subita da Hoyer partendo da titolare.
Il 13 marzo 2024 Hoyer fu svincolato dai Raiders.

## Palmarès
- Super Bowl : 1

New England Patriots: LIII
- American Football Conference Championship: 3

New England Patriots: 2011, 2017, 2018